# Municipio de Morgan (condado de Gallia)
El municipio de Morgan (en inglés: Morgan Township) es un municipio ubicado en el condado de Gallia en el estado estadounidense de Ohio. En el año 2010 tenía una población de 1404 habitantes y una densidad poblacional de 17,48 personas por km².

## Geografía
El municipio de Morgan se encuentra ubicado en las coordenadas 38°58′41″N 82°16′18″O / 38.97806, -82.27167. Según la Oficina del Censo de los Estados Unidos, el municipio tiene una superficie total de 80.3 km², de la cual 80,21 km² corresponden a tierra firme y (0,11 %) 0,09 km² es agua.

## Demografía
Según el censo de 2010, había 1404 personas residiendo en el municipio de Morgan. La densidad de población era de 17,48 hab./km². De los 1404 habitantes, el municipio de Morgan estaba compuesto por el 96,79 % blancos, el 1,14 % eran afroamericanos, el 0,14 % eran amerindios, el 0,07 % eran asiáticos, el 0,14 % eran de otras razas y el 1,71 % eran de una mezcla de razas. Del total de la población el 1,42 % eran hispanos o latinos de cualquier raza.